# Station Ince (Wigan)
Ince (Wigan) is een spoorwegstation van National Rail in Wigan in Engeland. Het station is eigendom van Network Rail en wordt beheerd door Northern Rail. 